# Le Monêtier-les-Bains
Le Monêtier-les-Bains település Franciaországban, Hautes-Alpes megyében. Lakosainak száma 968 fő (2022. január 1.). Le Monêtier-les-Bains La Grave, Névache, La Salle-les-Alpes, Villar-d’Arêne, Valloire és Vallouise-Pelvoux községekkel határos.

## Népesség
A település népességének változása:
| Lakosok száma | 806  | 970  | 987  | 1062 | 1003 | 1024 | 1056 | 1060 | 1062 | 968  |
|               | 1968 | 1982 | 1990 | 2006 | 2013 | 2015 | 2017 | 2019 | 2020 | 2022 |